# Капітанівка (Сумський район)
Капіта́нівка —  село в Україні, у Миколаївській сільській громаді Сумського району Сумської області. Населення становить 234 осіб. До 2016 орган місцевого самоврядування — Кекинська сільська рада.

## Географія
Село Капітанівка знаходиться на березі безіменного пересихаючого струмка, який через 1 км впадає в струмок Крига, вище за течією на відстані 1 км розташоване село Кекине. На відстані 1,5 км розташовані села Графське і Баїха. На струмку зроблено кілька гребль.

## Історія
12 червня 2020 року, відповідно до розпорядження Кабінету Міністрів України № 723-р «Про визначення адміністративних центрів та затвердження територій територіальних громад Сумської області», село увійшло до складу Миколаївської сільської громади.
19 липня 2020 року, в результаті адміністративно-територіальної реформи та ліквідації Сумського району(1923—2020), увійшло до складу новоутвореного Сумського району.
31 травня 2025 року Начальник Сумської ОВА Олег Григоров підписав розпорядження про обов’язкову евакуацію жителів 11 населених пунктів Сумського району: Горобівка, Штанівка, Воронівка, Янченки, Цимбалівка, Шкуратівка, Кровне, Миколаївка, Руднівка, Спаське, Капітанівка.